# Spektroheliograf
Spektroheliograf – astronomiczny instrument optyczny do rejestracji obrazu  Słońca w wąskim przedziale widma elektromagnetycznego. Spektroheliograf jest zmodyfikowanym spektrohelioskopem, a zarejestrowane przez niego obrazy to spektroheliogramy.
Spektroheliograf skonstruowali, w latach 1889-1894, niezależnie od siebie, George Ellery Hale w Ameryce  i Henri-Alexandre Deslandres we Francji. Do czasu wynalezienia filtrów polaryzacyjno-interferencyjnych, spektroheliograf znajdował szerokie zastosowanie w badaniach Słońca. Montowany był w teleskopach wieżowych. 

## Zasada działania
W spektrografie szczelinowym, pryzmatycznym lub dyfrakcyjnym o dużej zdolności rozszczepiania światła, w miejscu, w którym rejestruje się widmo, umieszcza się drugą szczelinę, wydzielającą z tego widma promieniowanie o bardzo wąskim przedziale fali odpowiadającej szerokości (lub jej fragmentu) linii wodoru serii Balmera (Hα)  lub linii K zjonizowanego wapnia. Za drugą szczeliną znajduje się materiał światłoczuły, na którym możemy zarejestrować obraz z wydzielonej z widma linii spektralnej lub jej części. Jeżeli obraz Słońca będzie przesuwany z pewną prędkością przed pierwszą szczeliną, a za drugą szczeliną będzie przesuwana klisza fotograficzna z tą samą prędkością, to powstanie monochromatyczny obraz Słońca w wydzielonej przez spektrograf długości fali.